# Axel Grosser
Axel Grosser (né le 12 mars 1961 à Weißandt-Gölzau) est un coureur cycliste allemand. Il a été deux fois champion du monde de poursuite par équipes amateurs, en 1979 et 1981, avec l'équipe de RDA, après avoir été champion du monde de poursuite en catégorie junior en 1978.

## Palmarès

### Championnats du monde juniors et amateurs
- 1978
  -  Champion du monde de poursuite junior
- Amsterdam 1979
  -  Champion du monde de poursuite par équipes amateurs (avec Gerald Mortag, Volker Winkler et Lutz Haueisen)
- Brno 1981
  -  Champion du monde de poursuite par équipes amateurs (avec Detlef Macha, Bernd Dittert et Volker Winkler)